# Copa Santa Fe 2019
La Copa Santa Fe 2019 fue la cuarta edición de esa competición oficial, organizada por la Federación Santafesina de Fútbol, en la que participan los equipos de la provincia de Santa Fe de todas las divisiones del fútbol argentino junto con los representantes de cada liga regional de la provincia.
Consagró campeón al Sportivo Atlético Club de Las Parejas, club afiliado a la Liga Cañadense de Fútbol y participante del Torneo Federal A, que logró de esta manera su primer título.

## Formato
El torneo se desarrolló plenamente bajo un formato de eliminación directa donde cada equipo enfrentaba a su rival de turno a partido único o en partidos de ida y vuelta. Si una serie finalizó empatada en el global, se definió por penales.
En la primera etapa, los representantes de las 19 ligas regionales se enfrentaron al equipo de su misma liga en llaves a doble partido. Los ganadores avanzaron a la segunda etapa en la que se les sumaron ocho equipos participantes del Torneo Regional Federal Amateur y el representante de la Copa Federación. En la tercera etapa, los equipos clasificados de la segunda etapa se les sumaron un equipo participante del Torneo Federal A, los otros tres equipos participantes del Torneo Regional Federal Amateur, el equipo participante de la Primera C y el equipo participante de la Primera D.
En la fase final, a los equipos clasificados de la tercera etapa se les sumaron los equipos participantes de la Primera División, el equipo participante de la Primera Nacional y el otro equipo participante del Torneo Federal A. A partir de aquí, los 16 equipos clasificados disputaron una serie de eliminatorias (compuestas por octavos de final, cuartos de final, semifinales y final) hasta consagrar al campeón.
|                         |                         |                            | Equipos que entraron en esta fase | Equipos que provenían de la fase anterior      |
| ----------------------- | ----------------------- | -------------------------- | --- | ---------------------------------------------- |
| Fase inicial            | Fase inicial            | Primera etapa (38 equipos) | - 38 equipos de las ligas regionales. |                                                |
| Fase inicial            | Fase inicial            | Segunda etapa (28 equipos) | - 8 equipos del Torneo Regional Federal Amateur. - 1 equipo de la Copa Federación.                                                        | - 19 equipos clasificados de la primera etapa. |
| Fase inicial            | Fase inicial            | Tercera etapa (20 equipos) | - 1 equipo del Torneo Federal A. - 3 equipos del Torneo Regional Federal Amateur. - 1 equipo de la Primera C. - 1 equipo de la Primera D. | - 14 equipos clasificados de la segunda etapa. |
| Fase final (16 equipos) | Fase final (16 equipos) | Fase final (16 equipos)    | - 4 equipos de la Primera División. - 1 equipo de la Primera Nacional. - 1 equipo del Torneo Federal A.                                   | - 10 equipos clasificados de la tercera etapa. |

## Equipos participantes
| Liga                                                                                          | Equipo | Ciudad | Departamento                                                                                 |                                 |                                 |                                 |
| Divisiones del fútbol argentino                                                               | Divisiones del fútbol argentino | Divisiones del fútbol argentino                                                                                      | Divisiones del fútbol argentino                                                              | Divisiones del fútbol argentino | Divisiones del fútbol argentino | Divisiones del fútbol argentino |
| --------------------------------------------------------------------------------------------- | --- | --- | -------------------------------------------------------------------------------------------- | ------------------------------- | ------------------------------- | ------------------------------- |
| Primera División 1.ª categoría 4 equipos                                                      | Newell's Old Boys Rosario Central Colón Unión                                                                                              | Rosario Santa Fe | Rosario La Capital                                                                           |                                 |                                 |                                 |
| Primera B Nacional 2.ª categoría 1 equipo                                                     | Atlético de Rafaela | Rafaela | Castellanos                                                                                  |                                 |                                 |                                 |
| Torneo Federal A 3.ª categoría para clubes indirectamente afiliados 2 equipos                 | Sportivo Las Parejas Unión | Las Parejas Sunchales                                                                                                | Castellanos Belgrano                                                                         |                                 |                                 |                                 |
| Primera C 4.ª categoría para clubes directamente afiliados 1 equipo                           | Central Córdoba | Rosario | Rosario                                                                                      |                                 |                                 |                                 |
| Torneo Regional Federal Amateur 4.ª categoría para clubes indirectamente afiliados 11 equipos | Puerto San Martín Fútbol 9 de Julio Ben Hur ADIUR Tiro Federal Atlético San Jorge Cosmos Libertad Unión Sportivo Rivadavia Coronel Aguirre | Puerto General San Martín Rafaela Rosario San Jorge Santa Fe Sunchales Totoras Venado Tuerto Villa Gobernador Gálvez | San Lorenzo Castellanos Rosario San Martín La Capital Belgrano Iriondo General López Rosario |                                 |                                 |                                 |
| Primera D 5.ª categoría para clubes directamente afiliados 1 equipo                           | Argentino | Rosario | Rosario                                                                                      |                                 |                                 |                                 |
| Ligas regionales de Santa Fe                                                                  | | |                                                                                              |                                 |                                 |                                 |
| Asociación Rosarina de Fútbol 2 equipos                                                       | Sportivo Provincial | Álvarez Rosario | Rosario                                                                                      |                                 |                                 |                                 |
| Liga Cañadense de Fútbol 2 equipos                                                            | Defensores de Armstrong Atlético Carcarañá                                                                                                 | Armstrong Carcarañá                                                                                                  | Belgrano San Lorenzo                                                                         |                                 |                                 |                                 |
| Liga Casildense de Fútbol 2 equipos                                                           | 9 de Julio Atlético Pujato | Arequito Pujato | Caseros San Lorenzo                                                                          |                                 |                                 |                                 |
| Liga de Fútbol Regional del Sud 2 equipos                                                     | Porvenir Talleres Riberas del Paraná | Villa Constitución                                                                                                   | Constitución                                                                                 |                                 |                                 |                                 |
| Liga Departamental de Fútbol San Martín 2 equipos                                             | La Emilia Atlético Sastre | San Jorge Sastre y Ortiz                                                                                             | San Martín                                                                                   |                                 |                                 |                                 |
| Liga Deportiva del Sur 2 equipos                                                              | Sporting Sportivo Bombal | Bigand Bombal | Caseros Constitución                                                                         |                                 |                                 |                                 |
| Liga Esperancina de Fútbol 2 equipos                                                          | Argentino Central San Carlos | Franck San Carlos Centro                                                                                             | Las Colonias                                                                                 |                                 |                                 |                                 |
| Liga Galvense de Fútbol 2 equipos                                                             | La Pepita Santa Paula | Coronda Gálvez | San Jerónimo                                                                                 |                                 |                                 |                                 |
| Liga Interprovincial de Fútbol 2 equipos                                                      | Club Arteaga 9 de Julio | Arteaga Berabevú | Caseros                                                                                      |                                 |                                 |                                 |
| Liga Ocampense de Fútbol 2 equipos                                                            | Ex Alumnos Huracán | San Antonio de Obligado Villa Ocampo                                                                                 | General Obligado                                                                             |                                 |                                 |                                 |
| Liga Rafaelina de Fútbol 2 equipos                                                            | Peñarol Deportivo Tacural | Rafaela Tacural | Castellanos                                                                                  |                                 |                                 |                                 |
| Liga Reconquistense de Fútbol 2 equipos                                                       | Tigre Romang FC | Avellaneda Romang | General Obligado San Javier                                                                  |                                 |                                 |                                 |
| Liga Regional Ceresina de Fútbol 2 equipos                                                    | Central Olímpico Ferro Dho | Ceres San Cristóbal                                                                                                  | San Cristóbal                                                                                |                                 |                                 |                                 |
| Liga Regional Paivense de Fútbol 2 equipos                                                    | Central Helvecia Barrio Reyes | Helvecia San Justo                                                                                                   | Garay San Justo                                                                              |                                 |                                 |                                 |
| Liga Regional Sanlorencina de Fútbol 2 equipos                                                | Beltrán FC Timbuense | Fray Luis Beltrán Timbúes                                                                                            | San Lorenzo                                                                                  |                                 |                                 |                                 |
| Liga Regional Totorense de Fútbol 2 equipos                                                   | Defensores de Centeno Sportivo Rivadavia                                                                                                   | Centeno San Genaro                                                                                                   | San Jerónimo                                                                                 |                                 |                                 |                                 |
| Liga Santafesina de Fútbol 2 equipos                                                          | Argentino Colón | San Carlos Centro San Justo                                                                                          | Las Colonias San Justo                                                                       |                                 |                                 |                                 |
| Liga Venadense de Fútbol 2 equipos                                                            | Teodelina FC Jorge Newbery | Teodelina Venado Tuerto                                                                                              | General López                                                                                |                                 |                                 |                                 |
| Liga Verense de Fútbol 2 equipos                                                              | Carlos Gardel Belgrano | Calchaquí Gobernador Crespo                                                                                          | Vera San Justo                                                                               |                                 |                                 |                                 |
| Copa Federación                                                                               | | |                                                                                              |                                 |                                 |                                 |
| Copa Federación 2019 Competencia provincial 1 equipo                                          | Independiente | Santo Tomé | La Capital                                                                                   |                                 |                                 |                                 |

## Fase inicial

### Cuadros de desarrollo

#### Llave A
|  | Primera etapa             | Primera etapa             | Primera etapa             | Primera etapa             |   |                  | Segunda etapa              | Segunda etapa              | Segunda etapa              | Segunda etapa              |  |                     | Tercera etapa   | Tercera etapa   | Tercera etapa   | Tercera etapa   |  |
|  | 27 de marzo al 7 de abril | 27 de marzo al 7 de abril | 27 de marzo al 7 de abril | 27 de marzo al 7 de abril |   |                  | 14 de abril al 20 de abril | 14 de abril al 20 de abril | 14 de abril al 20 de abril | 14 de abril al 20 de abril |  |                     | 11 y 18 de mayo | 11 y 18 de mayo | 11 y 18 de mayo | 11 y 18 de mayo |  |
|  |                           |                           |                           |                           |   |                  |                            |                            |                            |                            |  |                     |                 |                 |                 |                 |  |
|  |                           |                           |                           |                           |   |                  |                            |                            |                            |                            |  |                     |                 |                 |                 |                 |  |
|  | Central San Carlos        | 3                         | 4                         | 7                         |   |                  |                            |                            |                            |                            |  |                     |                 |                 |                 |                 |  |
|  | Central San Carlos        | 3                         | 4                         | 7                         |   |                  |                            |                            |                            |                            |  |                     |                 |                 |                 |                 |  |
|  | Argentino (Franck)        | 1                         | 0                         | 1                         |   |                  |                            |                            |                            |                            |  |                     |                 |                 |                 |                 |  |
|  | Argentino (Franck)        | 1                         | 0                         | 1                         |   | Central Helvecia | 0                          | 1                          | 1                          |                            |  |                     |                 |                 |                 |                 |  |
|  |                           |                           |                           |                           |   | Central Helvecia | 0                          | 1                          | 1                          |                            |  |                     |                 |                 |                 |                 |  |
|  |                           |                           | Central San Carlos        | 6                         | 2 | 8                |                            |                            |                            |                            |  |                     |                 |                 |                 |                 |  |
|  | Central Helvecia          | 4                         | Central San Carlos        | 6                         | 2 | 8                | 2                          | 6                          |                            |                            |  |                     |                 |                 |                 |                 |  |
|  | Central Helvecia          | 4                         |                           |                           |   |                  |                            |                            |                            |                            |  |                     |                 |                 |                 |                 |  |
|  | Barrio Reyes (SJ)         | 2                         | 1                         | 3                         |   |                  |                            |                            |                            |                            |  |                     |                 |                 |                 |                 |  |
|  | Barrio Reyes (SJ)         | 2                         | 1                         | 3                         |   |                  |                            |                            |                            |                            |  | Argentino (SC) (p.) | 2               | 1               | 3 (4)           |                 |  |
|  |                           |                           |                           |                           |   |                  |                            |                            |                            |                            |  | Argentino (SC) (p.) | 2               | 1               | 3 (4)           |                 |  |
|  |                           |                           | Central San Carlos        | 2                         | 1 | 3 (2)            |                            |                            |                            |                            |  |                     |                 |                 |                 |                 |  |
|  |                           |                           | Central San Carlos        | 2                         | 1 | 3 (2)            |                            |                            |                            |                            |  |                     |                 |                 |                 |                 |  |
|  |                           |                           |                           |                           |   |                  |                            |                            |                            |                            |  |                     |                 |                 |                 |                 |  |
|  |                           |                           |                           |                           |   |                  |                            |                            |                            |                            |  |                     |                 |                 |                 |                 |  |
|  |                           | Independiente (ST)        | 1                         | 0                         | 1 |                  |                            |                            |                            |                            |  |                     |                 |                 |                 |                 |  |
|  |                           |                           |                           |                           | 1 |                  |                            |                            |                            |                            |  |                     |                 |                 |                 |                 |  |
|  |                           |                           | Argentino (SC)            | 2                         | 0 | 2                |                            |                            |                            |                            |  |                     |                 |                 |                 |                 |  |
|  | Argentino (SC)            | 1                         | Argentino (SC)            | 2                         | 0 | 2                | 2                          | 3                          |                            |                            |  |                     |                 |                 |                 |                 |  |
|  | Argentino (SC)            | 1                         |                           |                           |   |                  |                            |                            |                            |                            |  |                     |                 |                 |                 |                 |  |
|  | Colón (San Justo)         | 1                         | 0                         | 1                         |   |                  |                            |                            |                            |                            |  |                     |                 |                 |                 |                 |  |
|  | Colón (San Justo)         | 1                         | 0                         | 1                         |   |                  |                            |                            |                            |                            |  |                     |                 |                 |                 |                 |  |
|  |                           |                           |                           |                           |   |                  |                            |                            |                            |                            |  |                     |                 |                 |                 |                 |  |

#### Llave B
|  | Primera etapa              | Primera etapa              | Primera etapa              | Primera etapa              |       |                       | Segunda etapa              | Segunda etapa              | Segunda etapa              | Segunda etapa              |  |                  | Tercera etapa   | Tercera etapa   | Tercera etapa   | Tercera etapa   |  |
|  | 31 de marzo al 14 de abril | 31 de marzo al 14 de abril | 31 de marzo al 14 de abril | 31 de marzo al 14 de abril |       |                       | 14 de abril al 30 de abril | 14 de abril al 30 de abril | 14 de abril al 30 de abril | 14 de abril al 30 de abril |  |                  | 12 y 19 de mayo | 12 y 19 de mayo | 12 y 19 de mayo | 12 y 19 de mayo |  |
|  |                            |                            |                            |                            |       |                       |                            |                            |                            |                            |  |                  |                 |                 |                 |                 |  |
|  |                            |                            |                            |                            |       |                       |                            |                            |                            |                            |  |                  |                 |                 |                 |                 |  |
|  |                            |                            |                            |                            |       |                       |                            |                            |                            |                            |  |                  |                 |                 |                 |                 |  |
|  |                            |                            |                            |                            |       |                       |                            |                            |                            |                            |  |                  |                 |                 |                 |                 |  |
|  |                            |                            |                            |                            |       |                       |                            |                            |                            |                            |  |                  |                 |                 |                 |                 |  |
|  |                            | Cosmos (SF)                | 1                          | 2                          | 3 (1) |                       |                            |                            |                            |                            |  |                  |                 |                 |                 |                 |  |
|  |                            |                            |                            |                            | 3 (1) |                       |                            |                            |                            |                            |  |                  |                 |                 |                 |                 |  |
|  |                            |                            | Belgrano (GC) (p.)         | 1                          | 2     | 3 (3)                 |                            |                            |                            |                            |  |                  |                 |                 |                 |                 |  |
|  | Carlos Gardel (C)          | 1                          | Belgrano (GC) (p.)         | 1                          | 2     | 3 (3)                 | 1                          | 2                          |                            |                            |  |                  |                 |                 |                 |                 |  |
|  | Carlos Gardel (C)          | 1                          |                            |                            |       |                       |                            |                            |                            |                            |  |                  |                 |                 |                 |                 |  |
|  | Belgrano (GC)              | 2                          | 1                          | 3                          |       |                       |                            |                            |                            |                            |  |                  |                 |                 |                 |                 |  |
|  | Belgrano (GC)              | 2                          | 1                          | 3                          |       |                       |                            |                            |                            |                            |  | Ex Alumnos (SAO) | 2               | 4               | 6               |                 |  |
|  |                            |                            |                            |                            |       |                       |                            |                            |                            |                            |  | Ex Alumnos (SAO) | 2               | 4               | 6               |                 |  |
|  |                            |                            | Belgrano (GC)              | 2                          | 1     | 3                     |                            |                            |                            |                            |  |                  |                 |                 |                 |                 |  |
|  | Tigre (Avellaneda)         | 2                          | Belgrano (GC)              | 2                          | 1     | 3                     | 1                          | 3                          |                            |                            |  |                  |                 |                 |                 |                 |  |
|  | Tigre (Avellaneda)         | 2                          |                            |                            |       |                       |                            |                            |                            |                            |  |                  |                 |                 |                 |                 |  |
|  | Romang FC                  | 9                          | 2                          | 11                         |       |                       |                            |                            |                            |                            |  |                  |                 |                 |                 |                 |  |
|  | Romang FC                  | 9                          | 2                          | 11                         |       | Ex Alumnos (SAO) (p.) | 0                          | 2                          | 2 (3)                      |                            |  |                  |                 |                 |                 |                 |  |
|  |                            |                            |                            |                            |       | Ex Alumnos (SAO) (p.) | 0                          | 2                          | 2 (3)                      |                            |  |                  |                 |                 |                 |                 |  |
|  |                            |                            | Romang FC                  | 1                          | 1     | 2 (1)                 |                            |                            |                            |                            |  |                  |                 |                 |                 |                 |  |
|  | Huracán (VO)               | 0                          | Romang FC                  | 1                          | 1     | 2 (1)                 | 2                          | 2                          |                            |                            |  |                  |                 |                 |                 |                 |  |
|  | Huracán (VO)               | 0                          |                            |                            |       |                       |                            |                            |                            |                            |  |                  |                 |                 |                 |                 |  |
|  | Ex Alumnos (SAO)           | 4                          | 0                          | 4                          |       |                       |                            |                            |                            |                            |  |                  |                 |                 |                 |                 |  |
|  | Ex Alumnos (SAO)           | 4                          | 0                          | 4                          |       |                       |                            |                            |                            |                            |  |                  |                 |                 |                 |                 |  |
|  |                            |                            |                            |                            |       |                       |                            |                            |                            |                            |  |                  |                 |                 |                 |                 |  |

#### Llave C
|  | Primera etapa             | Primera etapa             | Primera etapa             | Primera etapa             |   |                    | Segunda etapa           | Segunda etapa           | Segunda etapa           | Segunda etapa           |   |  | Tercera etapa   | Tercera etapa   | Tercera etapa   | Tercera etapa   |  |
|  | 29 de marzo al 6 de abril | 29 de marzo al 6 de abril | 29 de marzo al 6 de abril | 29 de marzo al 6 de abril |   |                    | 29 de abril y 3 de mayo | 29 de abril y 3 de mayo | 29 de abril y 3 de mayo | 29 de abril y 3 de mayo |   |  | 23 y 31 de mayo | 23 y 31 de mayo | 23 y 31 de mayo | 23 y 31 de mayo |  |
|  |                           |                           |                           |                           |   |                    |                         |                         |                         |                         |   |  |                 |                 |                 |                 |  |
|  |                           |                           |                           |                           |   |                    |                         |                         |                         |                         |   |  |                 |                 |                 |                 |  |
|  |                           |                           |                           |                           |   |                    |                         |                         |                         |                         |   |  |                 |                 |                 |                 |  |
|  |                           |                           |                           |                           |   |                    |                         |                         |                         |                         |   |  |                 |                 |                 |                 |  |
|  |                           |                           |                           |                           |   |                    |                         |                         |                         |                         |   |  |                 |                 |                 |                 |  |
|  |                           |                           |                           |                           |   |                    |                         |                         |                         |                         |   |  |                 |                 |                 |                 |  |
|  |                           |                           |                           |                           |   |                    |                         |                         |                         |                         |   |  |                 |                 |                 |                 |  |
|  |                           |                           |                           |                           |   |                    |                         |                         |                         |                         |   |  |                 |                 |                 |                 |  |
|  |                           |                           |                           |                           |   |                    |                         |                         |                         |                         |   |  |                 |                 |                 |                 |  |
|  |                           |                           |                           |                           |   |                    |                         |                         |                         |                         |   |  |                 |                 |                 |                 |  |
|  |                           |                           |                           |                           |   |                    |                         |                         |                         |                         |   |  |                 |                 |                 |                 |  |
|  |                           |                           |                           |                           |   |                    |                         | Sportivo Las Parejas    | 1                       | 1                       | 2 |  |                 |                 |                 |                 |  |
|  |                           |                           |                           |                           |   |                    |                         |                         |                         |                         | 2 |  |                 |                 |                 |                 |  |
|  |                           |                           | Atlético Carcarañá        | 1                         | 0 | 1                  |                         |                         |                         |                         |   |  |                 |                 |                 |                 |  |
|  | Defensores de Armstrong   | 2                         | Atlético Carcarañá        | 1                         | 0 | 1                  | 3                       | 5                       |                         |                         |   |  |                 |                 |                 |                 |  |
|  | Defensores de Armstrong   | 2                         |                           |                           |   |                    |                         |                         |                         |                         |   |  |                 |                 |                 |                 |  |
|  | Atlético Carcarañá        | 5                         | 1                         | 6                         |   |                    |                         |                         |                         |                         |   |  |                 |                 |                 |                 |  |
|  | Atlético Carcarañá        | 5                         | 1                         | 6                         |   | Atlético Carcarañá | 3                       | 2                       | 5                       |                         |   |  |                 |                 |                 |                 |  |
|  |                           |                           |                           |                           |   | Atlético Carcarañá | 3                       | 2                       | 5                       |                         |   |  |                 |                 |                 |                 |  |
|  |                           |                           | Atlético Pujato           | 3                         | 1 | 4                  |                         |                         |                         |                         |   |  |                 |                 |                 |                 |  |
|  | Atlético Pujato           | 2                         | Atlético Pujato           | 3                         | 1 | 4                  | 3                       | 5                       |                         |                         |   |  |                 |                 |                 |                 |  |
|  | Atlético Pujato           | 2                         |                           |                           |   |                    |                         |                         |                         |                         |   |  |                 |                 |                 |                 |  |
|  | 9 de Julio (A)            | 3                         | 1                         | 4                         |   |                    |                         |                         |                         |                         |   |  |                 |                 |                 |                 |  |
|  | 9 de Julio (A)            | 3                         | 1                         | 4                         |   |                    |                         |                         |                         |                         |   |  |                 |                 |                 |                 |  |
|  |                           |                           |                           |                           |   |                    |                         |                         |                         |                         |   |  |                 |                 |                 |                 |  |

#### Llave D
|  | Primera etapa            | Primera etapa            | Primera etapa            | Primera etapa            |   |       | Segunda etapa    | Segunda etapa    | Segunda etapa    | Segunda etapa    |       |  | Tercera etapa   | Tercera etapa   | Tercera etapa   | Tercera etapa   |  |
|  | 31 de marzo y 7 de abril | 31 de marzo y 7 de abril | 31 de marzo y 7 de abril | 31 de marzo y 7 de abril |   |       | 14 y 21 de abril | 14 y 21 de abril | 14 y 21 de abril | 14 y 21 de abril |       |  | 12 y 19 de mayo | 12 y 19 de mayo | 12 y 19 de mayo | 12 y 19 de mayo |  |
|  |                          |                          |                          |                          |   |       |                  |                  |                  |                  |       |  |                 |                 |                 |                 |  |
|  |                          |                          |                          |                          |   |       |                  |                  |                  |                  |       |  |                 |                 |                 |                 |  |
|  |                          |                          |                          |                          |   |       |                  |                  |                  |                  |       |  |                 |                 |                 |                 |  |
|  |                          |                          |                          |                          |   |       |                  |                  |                  |                  |       |  |                 |                 |                 |                 |  |
|  |                          |                          |                          |                          |   |       |                  |                  |                  |                  |       |  |                 |                 |                 |                 |  |
|  |                          |                          |                          |                          |   |       |                  |                  |                  |                  |       |  |                 |                 |                 |                 |  |
|  |                          |                          |                          |                          |   |       |                  |                  |                  |                  |       |  |                 |                 |                 |                 |  |
|  |                          |                          |                          |                          |   |       |                  |                  |                  |                  |       |  |                 |                 |                 |                 |  |
|  |                          |                          |                          |                          |   |       |                  |                  |                  |                  |       |  |                 |                 |                 |                 |  |
|  |                          |                          |                          |                          |   |       |                  |                  |                  |                  |       |  |                 |                 |                 |                 |  |
|  |                          |                          |                          |                          |   |       |                  |                  |                  |                  |       |  |                 |                 |                 |                 |  |
|  |                          |                          |                          |                          |   |       |                  | PSM Fútbol       | 1                | 1                | 2 (2) |  |                 |                 |                 |                 |  |
|  |                          |                          |                          |                          |   |       |                  |                  |                  |                  | 2 (2) |  |                 |                 |                 |                 |  |
|  |                          |                          | Unión (Totoras) (p.)     | 2                        | 0 | 2 (4) |                  |                  |                  |                  |       |  |                 |                 |                 |                 |  |
|  |                          |                          | Unión (Totoras) (p.)     | 2                        | 0 | 2 (4) |                  |                  |                  |                  |       |  |                 |                 |                 |                 |  |
|  |                          |                          |                          |                          |   |       |                  |                  |                  |                  |       |  |                 |                 |                 |                 |  |
|  |                          |                          |                          |                          |   |       |                  |                  |                  |                  |       |  |                 |                 |                 |                 |  |
|  |                          | Unión (Totoras)          | 2                        | 0                        | 2 |       |                  |                  |                  |                  |       |  |                 |                 |                 |                 |  |
|  |                          |                          |                          |                          | 2 |       |                  |                  |                  |                  |       |  |                 |                 |                 |                 |  |
|  |                          |                          | Defensores de Centeno    | 1                        | 0 | 1     |                  |                  |                  |                  |       |  |                 |                 |                 |                 |  |
|  | Defensores de Centeno    | 2                        | Defensores de Centeno    | 1                        | 0 | 1     | 5                | 7                |                  |                  |       |  |                 |                 |                 |                 |  |
|  | Defensores de Centeno    | 2                        |                          |                          |   |       |                  |                  |                  |                  |       |  |                 |                 |                 |                 |  |
|  | Sportivo Rivadavia (SG)  | 0                        | 2                        | 2                        |   |       |                  |                  |                  |                  |       |  |                 |                 |                 |                 |  |
|  | Sportivo Rivadavia (SG)  | 0                        | 2                        | 2                        |   |       |                  |                  |                  |                  |       |  |                 |                 |                 |                 |  |
|  |                          |                          |                          |                          |   |       |                  |                  |                  |                  |       |  |                 |                 |                 |                 |  |

#### Llave E
|  | Primera etapa             | Primera etapa             | Primera etapa             | Primera etapa             |       |                      | Segunda etapa              | Segunda etapa              | Segunda etapa              | Segunda etapa              |  |                  | Tercera etapa   | Tercera etapa   | Tercera etapa   | Tercera etapa   |  |
|  | 31 de marzo al 7 de abril | 31 de marzo al 7 de abril | 31 de marzo al 7 de abril | 31 de marzo al 7 de abril |       |                      | 14 de abril al 20 de abril | 14 de abril al 20 de abril | 14 de abril al 20 de abril | 14 de abril al 20 de abril |  |                  | 12 y 19 de mayo | 12 y 19 de mayo | 12 y 19 de mayo | 12 y 19 de mayo |  |
|  |                           |                           |                           |                           |       |                      |                            |                            |                            |                            |  |                  |                 |                 |                 |                 |  |
|  |                           |                           |                           |                           |       |                      |                            |                            |                            |                            |  |                  |                 |                 |                 |                 |  |
|  | Provincial (Rosario)      | 1                         | 3                         | 4                         |       |                      |                            |                            |                            |                            |  |                  |                 |                 |                 |                 |  |
|  | Provincial (Rosario)      | 1                         | 3                         | 4                         |       |                      |                            |                            |                            |                            |  |                  |                 |                 |                 |                 |  |
|  | Sportivo (Álvarez)        | 1                         | 0                         | 1                         |       |                      |                            |                            |                            |                            |  |                  |                 |                 |                 |                 |  |
|  | Sportivo (Álvarez)        | 1                         | 0                         | 1                         |       | Provincial (Rosario) | 2                          | 1                          | 3                          |                            |  |                  |                 |                 |                 |                 |  |
|  |                           |                           |                           |                           |       | Provincial (Rosario) | 2                          | 1                          | 3                          |                            |  |                  |                 |                 |                 |                 |  |
|  |                           |                           | Porvenir Talleres         | 3                         | 1     | 4                    |                            |                            |                            |                            |  |                  |                 |                 |                 |                 |  |
|  | Riberas del Paraná        | 2                         | Porvenir Talleres         | 3                         | 1     | 4                    | 1                          | 3                          |                            |                            |  |                  |                 |                 |                 |                 |  |
|  | Riberas del Paraná        | 2                         |                           |                           |       |                      |                            |                            |                            |                            |  |                  |                 |                 |                 |                 |  |
|  | Porvenir Talleres         | 3                         | 1                         | 4                         |       |                      |                            |                            |                            |                            |  |                  |                 |                 |                 |                 |  |
|  | Porvenir Talleres         | 3                         | 1                         | 4                         |       |                      |                            |                            |                            |                            |  | Tiro Federal (R) | 0               | 0               | 0               |                 |  |
|  |                           |                           |                           |                           |       |                      |                            |                            |                            |                            |  | Tiro Federal (R) | 0               | 0               | 0               |                 |  |
|  |                           |                           | Porvenir Talleres         | 0                         | 5     | 5                    |                            |                            |                            |                            |  |                  |                 |                 |                 |                 |  |
|  |                           |                           | Porvenir Talleres         | 0                         | 5     | 5                    |                            |                            |                            |                            |  |                  |                 |                 |                 |                 |  |
|  |                           |                           |                           |                           |       |                      |                            |                            |                            |                            |  |                  |                 |                 |                 |                 |  |
|  |                           |                           |                           |                           |       |                      |                            |                            |                            |                            |  |                  |                 |                 |                 |                 |  |
|  |                           | Tiro Federal (R) (p.)     | 0                         | 2                         | 2 (4) |                      |                            |                            |                            |                            |  |                  |                 |                 |                 |                 |  |
|  |                           |                           |                           |                           | 2 (4) |                      |                            |                            |                            |                            |  |                  |                 |                 |                 |                 |  |
|  |                           |                           | Coronel Aguirre           | 1                         | 1     | 2 (3)                |                            |                            |                            |                            |  |                  |                 |                 |                 |                 |  |
|  |                           |                           | Coronel Aguirre           | 1                         | 1     | 2 (3)                |                            |                            |                            |                            |  |                  |                 |                 |                 |                 |  |
|  |                           |                           |                           |                           |       |                      |                            |                            |                            |                            |  |                  |                 |                 |                 |                 |  |
|  |                           |                           |                           |                           |       |                      |                            |                            |                            |                            |  |                  |                 |                 |                 |                 |  |
|  |                           |                           |                           |                           |       |                      |                            |                            |                            |                            |  |                  |                 |                 |                 |                 |  |
|  |                           |                           |                           |                           |       |                      |                            |                            |                            |                            |  |                  |                 |                 |                 |                 |  |

#### Llave F
|  | Primera etapa             | Primera etapa             | Primera etapa             | Primera etapa             |   |           | Segunda etapa    | Segunda etapa       | Segunda etapa    | Segunda etapa    |   |  | Tercera etapa   | Tercera etapa   | Tercera etapa   | Tercera etapa   |  |
|  | 30 de marzo al 7 de abril | 30 de marzo al 7 de abril | 30 de marzo al 7 de abril | 30 de marzo al 7 de abril |   |           | 13 y 21 de abril | 13 y 21 de abril    | 13 y 21 de abril | 13 y 21 de abril |   |  | 12 y 19 de mayo | 12 y 19 de mayo | 12 y 19 de mayo | 12 y 19 de mayo |  |
|  |                           |                           |                           |                           |   |           |                  |                     |                  |                  |   |  |                 |                 |                 |                 |  |
|  |                           |                           |                           |                           |   |           |                  |                     |                  |                  |   |  |                 |                 |                 |                 |  |
|  |                           |                           |                           |                           |   |           |                  |                     |                  |                  |   |  |                 |                 |                 |                 |  |
|  |                           |                           |                           |                           |   |           |                  |                     |                  |                  |   |  |                 |                 |                 |                 |  |
|  |                           |                           |                           |                           |   |           |                  |                     |                  |                  |   |  |                 |                 |                 |                 |  |
|  |                           |                           |                           |                           |   |           |                  |                     |                  |                  |   |  |                 |                 |                 |                 |  |
|  |                           |                           |                           |                           |   |           |                  |                     |                  |                  |   |  |                 |                 |                 |                 |  |
|  |                           |                           |                           |                           |   |           |                  |                     |                  |                  |   |  |                 |                 |                 |                 |  |
|  |                           |                           |                           |                           |   |           |                  |                     |                  |                  |   |  |                 |                 |                 |                 |  |
|  |                           |                           |                           |                           |   |           |                  |                     |                  |                  |   |  |                 |                 |                 |                 |  |
|  |                           |                           |                           |                           |   |           |                  |                     |                  |                  |   |  |                 |                 |                 |                 |  |
|  |                           |                           |                           |                           |   |           |                  | Central Córdoba (R) | 0                | 1                | 1 |  |                 |                 |                 |                 |  |
|  |                           |                           |                           |                           |   |           |                  |                     |                  |                  | 1 |  |                 |                 |                 |                 |  |
|  |                           |                           | Timbuense                 | 0                         | 0 | 0         |                  |                     |                  |                  |   |  |                 |                 |                 |                 |  |
|  | Santa Paula (G)           | 3                         | Timbuense                 | 0                         | 0 | 0         | 1                | 4                   |                  |                  |   |  |                 |                 |                 |                 |  |
|  | Santa Paula (G)           | 3                         |                           |                           |   |           |                  |                     |                  |                  |   |  |                 |                 |                 |                 |  |
|  | La Pepita (Coronda)       | 2                         | 3                         | 5                         |   |           |                  |                     |                  |                  |   |  |                 |                 |                 |                 |  |
|  | La Pepita (Coronda)       | 2                         | 3                         | 5                         |   | Timbuense | 4                | 2                   | 6                |                  |   |  |                 |                 |                 |                 |  |
|  |                           |                           |                           |                           |   | Timbuense | 4                | 2                   | 6                |                  |   |  |                 |                 |                 |                 |  |
|  |                           |                           | La Pepita (Coronda)       | 0                         | 2 | 2         |                  |                     |                  |                  |   |  |                 |                 |                 |                 |  |
|  | Beltrán FC                | 1                         | La Pepita (Coronda)       | 0                         | 2 | 2         | 0                | 1                   |                  |                  |   |  |                 |                 |                 |                 |  |
|  | Beltrán FC                | 1                         |                           |                           |   |           |                  |                     |                  |                  |   |  |                 |                 |                 |                 |  |
|  | Timbuense                 | 1                         | 2                         | 3                         |   |           |                  |                     |                  |                  |   |  |                 |                 |                 |                 |  |
|  | Timbuense                 | 1                         | 2                         | 3                         |   |           |                  |                     |                  |                  |   |  |                 |                 |                 |                 |  |
|  |                           |                           |                           |                           |   |           |                  |                     |                  |                  |   |  |                 |                 |                 |                 |  |

#### Llave G
|  | Primera etapa            | Primera etapa            | Primera etapa            | Primera etapa            |       |       | Segunda etapa           | Segunda etapa           | Segunda etapa           | Segunda etapa           |   |  | Tercera etapa   | Tercera etapa   | Tercera etapa   | Tercera etapa   |  |
|  | 31 de marzo y 7 de abril | 31 de marzo y 7 de abril | 31 de marzo y 7 de abril | 31 de marzo y 7 de abril |       |       | 21 de abril y 5 de mayo | 21 de abril y 5 de mayo | 21 de abril y 5 de mayo | 21 de abril y 5 de mayo |   |  | 12 y 19 de mayo | 12 y 19 de mayo | 12 y 19 de mayo | 12 y 19 de mayo |  |
|  |                          |                          |                          |                          |       |       |                         |                         |                         |                         |   |  |                 |                 |                 |                 |  |
|  |                          |                          |                          |                          |       |       |                         |                         |                         |                         |   |  |                 |                 |                 |                 |  |
|  |                          |                          |                          |                          |       |       |                         |                         |                         |                         |   |  |                 |                 |                 |                 |  |
|  |                          |                          |                          |                          |       |       |                         |                         |                         |                         |   |  |                 |                 |                 |                 |  |
|  |                          |                          |                          |                          |       |       |                         |                         |                         |                         |   |  |                 |                 |                 |                 |  |
|  |                          |                          |                          |                          |       |       |                         |                         |                         |                         |   |  |                 |                 |                 |                 |  |
|  |                          |                          |                          |                          |       |       |                         |                         |                         |                         |   |  |                 |                 |                 |                 |  |
|  |                          |                          |                          |                          |       |       |                         |                         |                         |                         |   |  |                 |                 |                 |                 |  |
|  |                          |                          |                          |                          |       |       |                         |                         |                         |                         |   |  |                 |                 |                 |                 |  |
|  |                          |                          |                          |                          |       |       |                         |                         |                         |                         |   |  |                 |                 |                 |                 |  |
|  |                          |                          |                          |                          |       |       |                         |                         |                         |                         |   |  |                 |                 |                 |                 |  |
|  |                          |                          |                          |                          |       |       |                         | Argentino (R)           | 1                       | 1                       | 2 |  |                 |                 |                 |                 |  |
|  |                          |                          |                          |                          |       |       |                         |                         |                         |                         | 2 |  |                 |                 |                 |                 |  |
|  |                          |                          | Sportivo Bombal          | 4                        | 5     | 9     |                         |                         |                         |                         |   |  |                 |                 |                 |                 |  |
|  |                          |                          | Sportivo Bombal          | 4                        | 5     | 9     |                         |                         |                         |                         |   |  |                 |                 |                 |                 |  |
|  |                          |                          |                          |                          |       |       |                         |                         |                         |                         |   |  |                 |                 |                 |                 |  |
|  |                          |                          |                          |                          |       |       |                         |                         |                         |                         |   |  |                 |                 |                 |                 |  |
|  |                          | ADIUR                    | 0                        | 3                        | 3 (2) |       |                         |                         |                         |                         |   |  |                 |                 |                 |                 |  |
|  |                          |                          |                          |                          | 3 (2) |       |                         |                         |                         |                         |   |  |                 |                 |                 |                 |  |
|  |                          |                          | Sportivo Bombal (p.)     | 3                        | 0     | 3 (4) |                         |                         |                         |                         |   |  |                 |                 |                 |                 |  |
|  | Sportivo Bombal          | 0                        | Sportivo Bombal (p.)     | 3                        | 0     | 3 (4) | 3                       | 3                       |                         |                         |   |  |                 |                 |                 |                 |  |
|  | Sportivo Bombal          | 0                        |                          |                          |       |       |                         |                         |                         |                         |   |  |                 |                 |                 |                 |  |
|  | Sporting (Bigand)        | 0                        | 1                        | 1                        |       |       |                         |                         |                         |                         |   |  |                 |                 |                 |                 |  |
|  | Sporting (Bigand)        | 0                        | 1                        | 1                        |       |       |                         |                         |                         |                         |   |  |                 |                 |                 |                 |  |
|  |                          |                          |                          |                          |       |       |                         |                         |                         |                         |   |  |                 |                 |                 |                 |  |

#### Llave H
|  | Primera etapa             | Primera etapa             | Primera etapa             | Primera etapa             |   |                    | Segunda etapa    | Segunda etapa           | Segunda etapa    | Segunda etapa    |   |  | Tercera etapa   | Tercera etapa   | Tercera etapa   | Tercera etapa   |  |
|  | 31 de marzo al 7 de abril | 31 de marzo al 7 de abril | 31 de marzo al 7 de abril | 31 de marzo al 7 de abril |   |                    | 14 y 17 de abril | 14 y 17 de abril        | 14 y 17 de abril | 14 y 17 de abril |   |  | 12 y 19 de mayo | 12 y 19 de mayo | 12 y 19 de mayo | 12 y 19 de mayo |  |
|  |                           |                           |                           |                           |   |                    |                  |                         |                  |                  |   |  |                 |                 |                 |                 |  |
|  |                           |                           |                           |                           |   |                    |                  |                         |                  |                  |   |  |                 |                 |                 |                 |  |
|  |                           |                           |                           |                           |   |                    |                  |                         |                  |                  |   |  |                 |                 |                 |                 |  |
|  |                           |                           |                           |                           |   |                    |                  |                         |                  |                  |   |  |                 |                 |                 |                 |  |
|  |                           |                           |                           |                           |   |                    |                  |                         |                  |                  |   |  |                 |                 |                 |                 |  |
|  |                           |                           |                           |                           |   |                    |                  |                         |                  |                  |   |  |                 |                 |                 |                 |  |
|  |                           |                           |                           |                           |   |                    |                  |                         |                  |                  |   |  |                 |                 |                 |                 |  |
|  |                           |                           |                           |                           |   |                    |                  |                         |                  |                  |   |  |                 |                 |                 |                 |  |
|  |                           |                           |                           |                           |   |                    |                  |                         |                  |                  |   |  |                 |                 |                 |                 |  |
|  |                           |                           |                           |                           |   |                    |                  |                         |                  |                  |   |  |                 |                 |                 |                 |  |
|  |                           |                           |                           |                           |   |                    |                  |                         |                  |                  |   |  |                 |                 |                 |                 |  |
|  |                           |                           |                           |                           |   |                    |                  | Sportivo Rivadavia (VT) | 0                | 1                | 1 |  |                 |                 |                 |                 |  |
|  |                           |                           |                           |                           |   |                    |                  |                         |                  |                  | 1 |  |                 |                 |                 |                 |  |
|  |                           |                           | Jorge Newbery (VT)        | 1                         | 2 | 3                  |                  |                         |                  |                  |   |  |                 |                 |                 |                 |  |
|  | Teodelina FC              | 0                         | Jorge Newbery (VT)        | 1                         | 2 | 3                  | 0                | 0                       |                  |                  |   |  |                 |                 |                 |                 |  |
|  | Teodelina FC              | 0                         |                           |                           |   |                    |                  |                         |                  |                  |   |  |                 |                 |                 |                 |  |
|  | Jorge Newbery (VT)        | 1                         | 0                         | 1                         |   |                    |                  |                         |                  |                  |   |  |                 |                 |                 |                 |  |
|  | Jorge Newbery (VT)        | 1                         | 0                         | 1                         |   | Jorge Newbery (VT) | 0                | 2                       | 2                |                  |   |  |                 |                 |                 |                 |  |
|  |                           |                           |                           |                           |   | Jorge Newbery (VT) | 0                | 2                       | 2                |                  |   |  |                 |                 |                 |                 |  |
|  |                           |                           | Club Arteaga              | 0                         | 1 | 1                  |                  |                         |                  |                  |   |  |                 |                 |                 |                 |  |
|  | 9 de Julio (B)            | 0                         | Club Arteaga              | 0                         | 1 | 1                  | 1                | 1                       |                  |                  |   |  |                 |                 |                 |                 |  |
|  | 9 de Julio (B)            | 0                         |                           |                           |   |                    |                  |                         |                  |                  |   |  |                 |                 |                 |                 |  |
|  | Club Arteaga              | 1                         | 1                         | 2                         |   |                    |                  |                         |                  |                  |   |  |                 |                 |                 |                 |  |
|  | Club Arteaga              | 1                         | 1                         | 2                         |   |                    |                  |                         |                  |                  |   |  |                 |                 |                 |                 |  |
|  |                           |                           |                           |                           |   |                    |                  |                         |                  |                  |   |  |                 |                 |                 |                 |  |

#### Llave I
|  | Primera etapa            | Primera etapa            | Primera etapa            | Primera etapa            |   |   | Segunda etapa    | Segunda etapa    | Segunda etapa    | Segunda etapa    |   |  | Tercera etapa   | Tercera etapa   | Tercera etapa   | Tercera etapa   |  |
|  | 31 de marzo y 7 de abril | 31 de marzo y 7 de abril | 31 de marzo y 7 de abril | 31 de marzo y 7 de abril |   |   | 14 y 29 de abril | 14 y 29 de abril | 14 y 29 de abril | 14 y 29 de abril |   |  | 15 y 22 de mayo | 15 y 22 de mayo | 15 y 22 de mayo | 15 y 22 de mayo |  |
|  |                          |                          |                          |                          |   |   |                  |                  |                  |                  |   |  |                 |                 |                 |                 |  |
|  |                          |                          |                          |                          |   |   |                  |                  |                  |                  |   |  |                 |                 |                 |                 |  |
|  |                          |                          |                          |                          |   |   |                  |                  |                  |                  |   |  |                 |                 |                 |                 |  |
|  |                          |                          |                          |                          |   |   |                  |                  |                  |                  |   |  |                 |                 |                 |                 |  |
|  |                          |                          |                          |                          |   |   |                  |                  |                  |                  |   |  |                 |                 |                 |                 |  |
|  |                          |                          |                          |                          |   |   |                  |                  |                  |                  |   |  |                 |                 |                 |                 |  |
|  |                          |                          |                          |                          |   |   |                  |                  |                  |                  |   |  |                 |                 |                 |                 |  |
|  |                          |                          |                          |                          |   |   |                  |                  |                  |                  |   |  |                 |                 |                 |                 |  |
|  |                          |                          |                          |                          |   |   |                  |                  |                  |                  |   |  |                 |                 |                 |                 |  |
|  |                          |                          |                          |                          |   |   |                  |                  |                  |                  |   |  |                 |                 |                 |                 |  |
|  |                          |                          |                          |                          |   |   |                  |                  |                  |                  |   |  |                 |                 |                 |                 |  |
|  |                          |                          |                          |                          |   |   |                  | Ben Hur          | 3                | 4                | 7 |  |                 |                 |                 |                 |  |
|  |                          |                          |                          |                          |   |   |                  |                  |                  |                  | 7 |  |                 |                 |                 |                 |  |
|  |                          |                          | Libertad (Sunchales)     | 0                        | 0 | 0 |                  |                  |                  |                  |   |  |                 |                 |                 |                 |  |
|  |                          |                          | Libertad (Sunchales)     | 0                        | 0 | 0 |                  |                  |                  |                  |   |  |                 |                 |                 |                 |  |
|  |                          |                          |                          |                          |   |   |                  |                  |                  |                  |   |  |                 |                 |                 |                 |  |
|  |                          |                          |                          |                          |   |   |                  |                  |                  |                  |   |  |                 |                 |                 |                 |  |
|  |                          | Libertad (Sunchales)     | 4                        | 2                        | 6 |   |                  |                  |                  |                  |   |  |                 |                 |                 |                 |  |
|  |                          |                          |                          |                          | 6 |   |                  |                  |                  |                  |   |  |                 |                 |                 |                 |  |
|  |                          |                          | Peñarol (Rafaela)        | 2                        | 1 | 3 |                  |                  |                  |                  |   |  |                 |                 |                 |                 |  |
|  | Deportivo Tacural        | 1                        | Peñarol (Rafaela)        | 2                        | 1 | 3 | 1                | 2                |                  |                  |   |  |                 |                 |                 |                 |  |
|  | Deportivo Tacural        | 1                        |                          |                          |   |   |                  |                  |                  |                  |   |  |                 |                 |                 |                 |  |
|  | Peñarol (Rafaela)        | 0                        | 4                        | 4                        |   |   |                  |                  |                  |                  |   |  |                 |                 |                 |                 |  |
|  | Peñarol (Rafaela)        | 0                        | 4                        | 4                        |   |   |                  |                  |                  |                  |   |  |                 |                 |                 |                 |  |
|  |                          |                          |                          |                          |   |   |                  |                  |                  |                  |   |  |                 |                 |                 |                 |  |

#### Llave J
|  | Primera etapa             | Primera etapa             | Primera etapa             | Primera etapa             |   |       | Segunda etapa              | Segunda etapa              | Segunda etapa              | Segunda etapa              |  |                | Tercera etapa   | Tercera etapa   | Tercera etapa   | Tercera etapa   |  |
|  | 31 de marzo al 7 de abril | 31 de marzo al 7 de abril | 31 de marzo al 7 de abril | 31 de marzo al 7 de abril |   |       | 14 de abril al 29 de abril | 14 de abril al 29 de abril | 14 de abril al 29 de abril | 14 de abril al 29 de abril |  |                | 11 y 18 de mayo | 11 y 18 de mayo | 11 y 18 de mayo | 11 y 18 de mayo |  |
|  |                           |                           |                           |                           |   |       |                            |                            |                            |                            |  |                |                 |                 |                 |                 |  |
|  |                           |                           |                           |                           |   |       |                            |                            |                            |                            |  |                |                 |                 |                 |                 |  |
|  |                           |                           |                           |                           |   |       |                            |                            |                            |                            |  |                |                 |                 |                 |                 |  |
|  |                           |                           |                           |                           |   |       |                            |                            |                            |                            |  |                |                 |                 |                 |                 |  |
|  |                           |                           |                           |                           |   |       |                            |                            |                            |                            |  |                |                 |                 |                 |                 |  |
|  |                           | 9 de Julio (R)            | 1                         | 2                         | 3 |       |                            |                            |                            |                            |  |                |                 |                 |                 |                 |  |
|  |                           |                           |                           |                           | 3 |       |                            |                            |                            |                            |  |                |                 |                 |                 |                 |  |
|  |                           |                           | Ferro Dho                 | 1                         | 0 | 1     |                            |                            |                            |                            |  |                |                 |                 |                 |                 |  |
|  | Central Olímpico (C)      | 0                         | Ferro Dho                 | 1                         | 0 | 1     | 3                          | 3                          |                            |                            |  |                |                 |                 |                 |                 |  |
|  | Central Olímpico (C)      | 0                         |                           |                           |   |       |                            |                            |                            |                            |  |                |                 |                 |                 |                 |  |
|  | Ferro Dho                 | 3                         | 1                         | 4                         |   |       |                            |                            |                            |                            |  |                |                 |                 |                 |                 |  |
|  | Ferro Dho                 | 3                         | 1                         | 4                         |   |       |                            |                            |                            |                            |  | 9 de Julio (R) | 1               | 1               | 2 (1)           |                 |  |
|  |                           |                           |                           |                           |   |       |                            |                            |                            |                            |  | 9 de Julio (R) | 1               | 1               | 2 (1)           |                 |  |
|  |                           |                           | Atlético San Jorge (p.)   | 1                         | 1 | 2 (3) |                            |                            |                            |                            |  |                |                 |                 |                 |                 |  |
|  |                           |                           | Atlético San Jorge (p.)   | 1                         | 1 | 2 (3) |                            |                            |                            |                            |  |                |                 |                 |                 |                 |  |
|  |                           |                           |                           |                           |   |       |                            |                            |                            |                            |  |                |                 |                 |                 |                 |  |
|  |                           |                           |                           |                           |   |       |                            |                            |                            |                            |  |                |                 |                 |                 |                 |  |
|  |                           | Atlético San Jorge        | 2                         | 1                         | 3 |       |                            |                            |                            |                            |  |                |                 |                 |                 |                 |  |
|  |                           |                           |                           |                           | 3 |       |                            |                            |                            |                            |  |                |                 |                 |                 |                 |  |
|  |                           |                           | Atlético Sastre           | 1                         | 0 | 1     |                            |                            |                            |                            |  |                |                 |                 |                 |                 |  |
|  | Atlético Sastre (p.)      | 1                         | Atlético Sastre           | 1                         | 0 | 1     | 1                          | 2 (5)                      |                            |                            |  |                |                 |                 |                 |                 |  |
|  | Atlético Sastre (p.)      | 1                         |                           |                           |   |       |                            |                            |                            |                            |  |                |                 |                 |                 |                 |  |
|  | La Emilia (SJ)            | 2                         | 0                         | 2 (4)                     |   |       |                            |                            |                            |                            |  |                |                 |                 |                 |                 |  |
|  | La Emilia (SJ)            | 2                         | 0                         | 2 (4)                     |   |       |                            |                            |                            |                            |  |                |                 |                 |                 |                 |  |
|  |                           |                           |                           |                           |   |       |                            |                            |                            |                            |  |                |                 |                 |                 |                 |  |

### Primera etapa
| Fechas                   | Local en la ida               | Global       | Local en la vuelta        | Ida | Vuelta |
| ------------------------ | ----------------------------- | ------------ | ------------------------- | --- | ------ |
| 31 de marzo y 7 de abril | Argentino (Franck)            | 1:7          | Central San Carlos        | 3:5 | 0:2    |
| 30 de marzo y 7 de abril | Barrio Reyes (San Justo)      | 3:6          | Central Helvecia          | 2:4 | 1:2    |
| 27 de marzo y 3 de abril | Colón (San Justo)             | 1:3          | Argentino (San Carlos)    | 1:1 | 0:2    |
| 7 y 14 de abril          | Belgrano (Gobernador Crespo)  | 3:2          | Carlos Gardel (Calchaquí) | 2:1 | 1:1    |
| 31 de marzo y 7 de abril | Romang FC                     | 11:3         | Tigre (Avellaneda)        | 9:2 | 2:1    |
| 31 de marzo y 7 de abril | Ex Alumnos (S.A. de Obligado) | 4:2          | Huracán (Villa Ocampo)    | 4:0 | 0:2    |
| 29 de marzo y 5 de abril | Atlético Carcarañá            | 6:5          | Defensores de Armstrong   | 5:2 | 1:3    |
| 31 de marzo y 6 de abril | 9 de Julio (Arequito)         | 4:5          | Atlético Pujato           | 3:2 | 1:3    |
| 31 de marzo y 7 de abril | Sportivo Rivadavia (SG)       | 2:7          | Defensores de Centeno     | 0:2 | 2:5    |
| 31 de marzo y 7 de abril | Sportivo (Álvarez)            | 1:4          | Provincial (Rosario)      | 1:1 | 0:3    |
| 31 de marzo y 7 de abril | Porvenir Talleres             | 4:3          | Riberas del Paraná        | 3:2 | 1:1    |
| 30 de marzo y 6 de abril | La Pepita (Coronda)           | 5:4          | Santa Paula (Gálvez)      | 2:3 | 3:1    |
| 31 de marzo y 7 de abril | Timbuense                     | 3:1          | Beltrán FC                | 1:1 | 2:0    |
| 31 de marzo y 7 de abril | Sporting (Bigand)             | 1:3          | Sportivo Bombal           | 0:0 | 1:3    |
| 31 de marzo y 7 de abril | Jorge Newbery (VT)            | 1:0          | Teodelina FC              | 1:0 | 0:0    |
| 31 de marzo y 7 de abril | Club Arteaga                  | 2:1          | 9 de Julio (Berabevú)     | 1:0 | 1:1    |
| 31 de marzo y 7 de abril | Peñarol (Rafaela)             | 4:2          | Deportivo Tacural         | 0:1 | 4:1    |
| 31 de marzo y 7 de abril | Ferro Dho                     | 4:3          | Central Olímpico (Ceres)  | 3:0 | 1:3    |
| 31 de marzo y 7 de abril | La Emilia (San Jorge)         | 2:2 (4:5 p.) | Atlético Sastre           | 2:1 | 0:1    |

### Segunda etapa
| Fechas                  | Local en la ida              | Global       | Local en la vuelta            | Ida | Vuelta |
| ----------------------- | ---------------------------- | ------------ | ----------------------------- | --- | ------ |
| 13 y 20 de abril        | Argentino (San Carlos)       | 2:1          | Independiente (Santo Tomé)    | 2:1 | 0:0    |
| 14 y 18 de abril        | Central San Carlos           | 8:1          | Central Helvecia              | 6:0 | 2:1    |
| 21 y 30 de abril        | Belgrano (Gobernador Crespo) | 3:3 (3:1 p.) | Cosmos (Santa Fe)             | 1:1 | 2:2    |
| 14 y 21 de abril        | Romang FC                    | 2:2 (1:3 p.) | Ex Alumnos (S.A. de Obligado) | 1:0 | 1:2    |
| 29 de abril y 3 de mayo | Atlético Pujato              | 4:5          | Atlético Carcarañá            | 3:3 | 1:2    |
| 14 y 21 de abril        | Defensores de Centeno        | 1:2          | Unión (Totoras)               | 1:2 | 0:0    |
| 14 y 20 de abril        | Porvenir Talleres            | 4:3          | Provincial (Rosario)          | 3:2 | 1:1    |
| 14 y 20 de abril        | Coronel Aguirre              | 2:2 (3:4 p.) | Tiro Federal (Rosario)        | 1:0 | 1:2    |
| 13 y 21 de abril        | La Pepita (Coronda)          | 2:6          | Timbuense                     | 0:4 | 2:2    |
| 21 de abril y 5 de mayo | Sportivo Bombal              | 3:3 (4:2 p.) | ADIUR                         | 3:0 | 0:3    |
| 14 y 17 de abril        | Club Arteaga                 | 1:2          | Jorge Newbery (VT)            | 0:0 | 1:2    |
| 14 y 29 de abril        | Peñarol (Rafaela)            | 3:6          | Libertad (Sunchales)          | 2:4 | 1:2    |
| 14 y 21 de abril        | Ferro Dho                    | 1:3          | 9 de Julio (Rafaela)          | 1:1 | 0:2    |
| 14 y 29 de abril        | Atlético Sastre              | 1:3          | Atlético San Jorge            | 1:2 | 0:1    |

### Tercera etapa
| Fechas          | Local en la ida              | Global       | Local en la vuelta            | Ida | Vuelta |
| --------------- | ---------------------------- | ------------ | ----------------------------- | --- | ------ |
| 11 y 18 de mayo | Central San Carlos           | 3:3 (2:4 p.) | Argentino (San Carlos)        | 2:2 | 1:1    |
| 12 y 19 de mayo | Belgrano (Gobernador Crespo) | 3:6          | Ex Alumnos (S.A. de Obligado) | 2:2 | 1:4    |
| 23 y 31 de mayo | Atlético Carcarañá           | 1:2          | Sportivo Las Parejas          | 1:1 | 0:1    |
| 12 y 19 de mayo | Unión (Totoras)              | 2:2 (4:2 p.) | Puerto San Martín Fútbol      | 2:1 | 0:1    |
| 12 y 19 de mayo | Porvenir Talleres            | 5:0          | Tiro Federal (Rosario)        | 0:0 | 5:0    |
| 12 y 19 de mayo | Timbuense                    | 0:1          | Central Córdoba (Rosario)     | 0:0 | 0:1    |
| 12 y 19 de mayo | Sportivo Bombal              | 9:2          | Argentino (Rosario)           | 4:1 | 5:1    |
| 12 y 19 de mayo | Jorge Newbery (VT)           | 3:1          | Sportivo Rivadavia (VT)       | 1:0 | 2:1    |
| 15 y 22 de mayo | Ben Hur                      | 7:0          | Libertad (Sunchales)          | 3:0 | 4:0    |
| 15 y 22 de mayo | Atlético San Jorge           | 2:2 (3:1 p.) | 9 de Julio (Rafaela)          | 1:1 | 1:1    |

## Fase final

### Cuadro de desarrollo
|  | Octavos de final          | Octavos de final         |                           |                   | Cuartos de final           | Cuartos de final           |  |                  | Semifinales                    | Semifinales                    | Semifinales                    | Semifinales                    |  |                      | Final               | Final               | Final               | Final               |  |
|  | 26 de mayo al 6 de julio  | 26 de mayo al 6 de julio |                           |                   | 29 de junio al 14 de julio | 29 de junio al 14 de julio |  |                  | 14 de julio al 4 de septiembre | 14 de julio al 4 de septiembre | 14 de julio al 4 de septiembre | 14 de julio al 4 de septiembre |  |                      | 3 y 13 de noviembre | 3 y 13 de noviembre | 3 y 13 de noviembre | 3 y 13 de noviembre |  |
|  |                           |                          |                           |                   |                            |                            |  |                  |                                |                                |                                |                                |  |                      |                     |                     |                     |                     |  |
|  |                           |                          |                           |                   |                            |                            |  |                  |                                |                                |                                |                                |  |                      |                     |                     |                     |                     |  |
|  | Argentino (SC)            | 0                        |                           |                   |                            |                            |  |                  |                                |                                |                                |                                |  |                      |                     |                     |                     |                     |  |
|  | Argentino (SC)            | 0                        |                           |                   |                            |                            |  |                  |                                |                                |                                |                                |  |                      |                     |                     |                     |                     |  |
|  | Colón (Santa Fe)          | 1                        |                           |                   |                            |                            |  |                  |                                |                                |                                |                                |  |                      |                     |                     |                     |                     |  |
|  | Colón (Santa Fe)          | 1                        |                           | Unión (Sunchales) | 0 (6)                      |                            |  |                  |                                |                                |                                |                                |  |                      |                     |                     |                     |                     |  |
|  |                           |                          |                           | Unión (Sunchales) | 0 (6)                      |                            |  |                  |                                |                                |                                |                                |  |                      |                     |                     |                     |                     |  |
|  |                           |                          | Colón (Santa Fe) (p.)     | 0 (7)             |                            |                            |  |                  |                                |                                |                                |                                |  |                      |                     |                     |                     |                     |  |
|  | Ex Alumnos (SAO)          | 0                        | Colón (Santa Fe) (p.)     | 0 (7)             |                            |                            |  |                  |                                |                                |                                |                                |  |                      |                     |                     |                     |                     |  |
|  | Ex Alumnos (SAO)          | 0                        |                           |                   |                            |                            |  |                  |                                |                                |                                |                                |  |                      |                     |                     |                     |                     |  |
|  | Unión (Sunchales)         | 3                        |                           |                   |                            |                            |  |                  |                                |                                |                                |                                |  |                      |                     |                     |                     |                     |  |
|  | Unión (Sunchales)         | 3                        |                           |                   |                            |                            |  | Colón (Santa Fe) | 1                              | 2                              | 3 (3)                          |                                |  |                      |                     |                     |                     |                     |  |
|  |                           |                          |                           |                   |                            |                            |  | Colón (Santa Fe) | 1                              | 2                              | 3 (3)                          |                                |  |                      |                     |                     |                     |                     |  |
|  |                           |                          | Sportivo Las Parejas (p.) | 2                 | 1                          | 3 (4)                      |  |                  |                                |                                |                                |                                |  |                      |                     |                     |                     |                     |  |
|  | Sportivo Las Parejas (p.) | 0 (4)                    | Sportivo Las Parejas (p.) | 2                 | 1                          | 3 (4)                      |  |                  |                                |                                |                                |                                |  |                      |                     |                     |                     |                     |  |
|  | Sportivo Las Parejas (p.) | 0 (4)                    |                           |                   |                            |                            |  |                  |                                |                                |                                |                                |  |                      |                     |                     |                     |                     |  |
|  | Newell's Old Boys         | 0 (3)                    |                           |                   |                            |                            |  |                  |                                |                                |                                |                                |  |                      |                     |                     |                     |                     |  |
|  | Newell's Old Boys         | 0 (3)                    |                           | Porvenir Talleres | 0                          |                            |  |                  |                                |                                |                                |                                |  |                      |                     |                     |                     |                     |  |
|  |                           |                          |                           | Porvenir Talleres | 0                          |                            |  |                  |                                |                                |                                |                                |  |                      |                     |                     |                     |                     |  |
|  |                           |                          | Sportivo Las Parejas      | 1                 |                            |                            |  |                  |                                |                                |                                |                                |  |                      |                     |                     |                     |                     |  |
|  | Porvenir Talleres         | 1                        | Sportivo Las Parejas      | 1                 |                            |                            |  |                  |                                |                                |                                |                                |  |                      |                     |                     |                     |                     |  |
|  | Porvenir Talleres         | 1                        |                           |                   |                            |                            |  |                  |                                |                                |                                |                                |  |                      |                     |                     |                     |                     |  |
|  | Unión (Totoras)           | 0                        |                           |                   |                            |                            |  |                  |                                |                                |                                |                                |  |                      |                     |                     |                     |                     |  |
|  | Unión (Totoras)           | 0                        |                           |                   |                            |                            |  |                  |                                |                                |                                |                                |  | Sportivo Las Parejas | 2                   | 2                   | 4                   |                     |  |
|  |                           |                          |                           |                   |                            |                            |  |                  |                                |                                |                                |                                |  | Sportivo Las Parejas | 2                   | 2                   | 4                   |                     |  |
|  |                           |                          | Central Córdoba (R)       | 2                 | 0                          | 2                          |  |                  |                                |                                |                                |                                |  |                      |                     |                     |                     |                     |  |
|  | Central Córdoba (R)       | 2                        | Central Córdoba (R)       | 2                 | 0                          | 2                          |  |                  |                                |                                |                                |                                |  |                      |                     |                     |                     |                     |  |
|  | Central Córdoba (R)       | 2                        |                           |                   |                            |                            |  |                  |                                |                                |                                |                                |  |                      |                     |                     |                     |                     |  |
|  | Rosario Central           | 0                        |                           |                   |                            |                            |  |                  |                                |                                |                                |                                |  |                      |                     |                     |                     |                     |  |
|  | Rosario Central           | 0                        |                           | Sportivo Bombal   | 0                          |                            |  |                  |                                |                                |                                |                                |  |                      |                     |                     |                     |                     |  |
|  |                           |                          |                           | Sportivo Bombal   | 0                          |                            |  |                  |                                |                                |                                |                                |  |                      |                     |                     |                     |                     |  |
|  |                           |                          | Central Córdoba (R)       | 1                 |                            |                            |  |                  |                                |                                |                                |                                |  |                      |                     |                     |                     |                     |  |
|  | Jorge Newbery (VT)        | 0                        | Central Córdoba (R)       | 1                 |                            |                            |  |                  |                                |                                |                                |                                |  |                      |                     |                     |                     |                     |  |
|  | Jorge Newbery (VT)        | 0                        |                           |                   |                            |                            |  |                  |                                |                                |                                |                                |  |                      |                     |                     |                     |                     |  |
|  | Sportivo Bombal           | 1                        |                           |                   |                            |                            |  |                  |                                |                                |                                |                                |  |                      |                     |                     |                     |                     |  |
|  | Sportivo Bombal           | 1                        |                           |                   |                            |                            |  | Ben Hur          | 0                              | 0                              | 0                              |                                |  |                      |                     |                     |                     |                     |  |
|  |                           |                          |                           |                   |                            |                            |  | Ben Hur          | 0                              | 0                              | 0                              |                                |  |                      |                     |                     |                     |                     |  |
|  |                           |                          | Central Córdoba (R)       | 1                 | 1                          | 2                          |  |                  |                                |                                |                                |                                |  |                      |                     |                     |                     |                     |  |
|  | Ben Hur                   | 1                        | Central Córdoba (R)       | 1                 | 1                          | 2                          |  |                  |                                |                                |                                |                                |  |                      |                     |                     |                     |                     |  |
|  | Ben Hur                   | 1                        |                           |                   |                            |                            |  |                  |                                |                                |                                |                                |  |                      |                     |                     |                     |                     |  |
|  | Atlético de Rafaela       | 0                        |                           |                   |                            |                            |  |                  |                                |                                |                                |                                |  |                      |                     |                     |                     |                     |  |
|  | Atlético de Rafaela       | 0                        |                           | Ben Hur           | 1                          |                            |  |                  |                                |                                |                                |                                |  |                      |                     |                     |                     |                     |  |
|  |                           |                          |                           | Ben Hur           | 1                          |                            |  |                  |                                |                                |                                |                                |  |                      |                     |                     |                     |                     |  |
|  |                           |                          | Unión (Santa Fe)          | 0                 |                            |                            |  |                  |                                |                                |                                |                                |  |                      |                     |                     |                     |                     |  |
|  | Atlético San Jorge        | 0 (4)                    | Unión (Santa Fe)          | 0                 |                            |                            |  |                  |                                |                                |                                |                                |  |                      |                     |                     |                     |                     |  |
|  | Atlético San Jorge        | 0 (4)                    |                           |                   |                            |                            |  |                  |                                |                                |                                |                                |  |                      |                     |                     |                     |                     |  |
|  | Unión (Santa Fe) (p.)     | 0 (5)                    |                           |                   |                            |                            |  |                  |                                |                                |                                |                                |  |                      |                     |                     |                     |                     |  |
|  | Unión (Santa Fe) (p.)     | 0 (5)                    |                           |                   |                            |                            |  |                  |                                |                                |                                |                                |  |                      |                     |                     |                     |                     |  |
|  |                           |                          |                           |                   |                            |                            |  |                  |                                |                                |                                |                                |  |                      |                     |                     |                     |                     |  |

- Nota: En cada llave, el equipo que ocupa la primera línea es el que define la serie como local.

### Octavos de final
| Fecha       | Local                         | Resultado    | Visitante           |  |  |
| ----------- | ----------------------------- | ------------ | ------------------- |  |  |
| 6 de julio  | Argentino (San Carlos)        | 0:1          | Colón (Santa Fe)    |  |  |
| 26 de mayo  | Ex Alumnos (S.A. de Obligado) | 0:3          | Unión (Sunchales)   |  |  |
| 9 de junio  | Sportivo Las Parejas          | 0:0 (4:3 p.) | Newell's Old Boys   |  |  |
| 2 de junio  | Porvenir Talleres             | 1:0          | Unión (Totoras)     |  |  |
| 23 de junio | Central Córdoba (Rosario)     | 2:0          | Rosario Central     |  |  |
| 2 de junio  | Jorge Newbery (VT)            | 0:1          | Sportivo Bombal     |  |  |
| 20 de junio | Ben Hur                       | 1:0          | Atlético de Rafaela |  |  |
| 22 de junio | Atlético San Jorge            | 0:0 (4:5 p.) | Unión (Santa Fe)    |  |  |

### Cuartos de final
| Fecha       | Local             | Resultado    | Visitante                 |  |  |
| ----------- | ----------------- | ------------ | ------------------------- |  |  |
| 14 de julio | Unión (Sunchales) | 0:0 (6:7 p.) | Colón (Santa Fe)          |  |  |
| 30 de junio | Porvenir Talleres | 0:1          | Sportivo Las Parejas      |  |  |
| 30 de junio | Sportivo Bombal   | 0:1          | Central Córdoba (Rosario) |  |  |
| 29 de junio | Ben Hur           | 1:0          | Unión (Santa Fe)          |  |  |

### Semifinales
| Fechas                        | Local en la ida           | Global       | Local en la vuelta | Ida | Vuelta |
| ----------------------------- | ------------------------- | ------------ | ------------------ | --- | ------ |
| 20 de julio y 4 de septiembre | Sportivo Las Parejas      | 3:3 (4:3 p.) | Colón (Santa Fe)   | 2:1 | 1:2    |
| 14 y 21 de julio              | Central Córdoba (Rosario) | 2:0          | Ben Hur            | 1:0 | 1:0    |

### Final
| Fechas              | Local en la ida           | Global | Local en la vuelta   | Ida | Vuelta |
| ------------------- | ------------------------- | ------ | -------------------- | --- | ------ |
| 3 y 13 de noviembre | Central Córdoba (Rosario) | 2:4    | Sportivo Las Parejas | 2:2 | 0:2    |

|                                          |
|                                          |
| Campeón Sportivo Las Parejas 1.er título |